# The Seventh Date of Blashyrkh

The 7th Date Of Blashyrkh est le premier DVD + CD live de Immortal enregistré au festival du Wacken Open Air à Wacken en 2007.
Il est sorti en août 2010 sous le label Nuclear Blast
Le titre The Seventh Date Of Blashyrkh est une référence évidente au live The Seventh Date Of Hell du groupe britannique Venom, influence majeure d'Immortal[réf. souhaitée].

## Liste des titres
1. Intro
2. The Sun No Longer Rises
3. Withstand The Fall Of Time
4. Sons Of Northern Darkness
5. Tyrants
6. One By One
7. Wrath From Above
8. Unholy Forces Of Evil
9. Unsilent Storms In The North Abyss
10. At The Heart Of Winter
11. Battles In The North
12. Blashyrk (Mighty Ravendark)